# ریچارد سوئینبرن
ریچارد سوئین‌برن (به انگلیسی: Richard Swinburne) (متولد ۱۹۳۴) فیلسوف تحلیلی و استاد فلسفه دین در دانشگاه آکسفورد است.